# Weißbauch-Schlankbeutelratte
Die Weißbauch-Schlankbeutelratte (Marmosops noctivagus, Synonyme: Marmosops albiventris, M. dorothea, M. keaysi, M. yungasensis und Didelphis noctivaga) ist eine Beuteltierart, die im östlichen, amazonischen Tiefland von Ecuador, Peru und Bolivien, sowie im westlichen Brasilien südlich des Amazonas vorkommt.

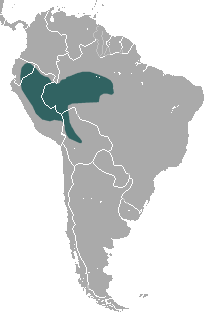
Das Verbreitungsgebiet der Weißbauch-Schlankbeutelratte

## Beschreibung
Die Tiere erreichen eine Kopfrumpflänge von 11,8 bis 16,3 cm, haben einen 15,4 bis 20,4 cm langen Schwanz und erreichen ein Gewicht von 35 bis 85 g. Männchen sind größer als die Weibchen. Das Rückenfell der Tiere, sowie die Kopfoberseite sind rotbraun bis orange-rotbraun, die Körperseiten und der Hals sind heller und mehr orange. Rund um die Augen finden sich dunkle Augenringe. Das Bauchfell und die Wangen sind cremefarben bis weißlich. Das Fell ist kurz, weich und samtig. Der Schwanz, dessen Länge etwa 130 % der Kopfrumpflänge beträgt, ist einheitlich dunkelbraun gefärbt, manchmal aber auch zweifarbig, entweder auf der Unterseite heller als auf der Oberseite oder körperferne Hälfte ist heller als die körpernahen Hälfte. Die Hinterfüße sind weißlich, die Vorderfüße braun mit hellen Zehen. Weibchen haben keinen Beutel. Die Anzahl der Zitzen beträgt elf, fünf befinden sich an den Seiten und eine ist in der Mitte. Der Karyotyp besteht aus einem Chromosomensatz von 2n=14 Chromosomen (FN=24).

## Lebensraum und Lebensweise
Die Weißbauch-Schlankbeutelratte lebt in primären und sekundären Regenwäldern, in offener Landschaft und auf landwirtschaftlich genutzten Flächen in Höhen von 300 bis 1500 Metern. Im Amazonasgebiet wurde sie sowohl in Gebieten außerhalb des Überschwemmungsregimes der großen Flüsse (Terra Firme) als auch auf Flächen gefunden, die durch den jahreszeitlich schwankenden Wasserspiegel periodisch überflutet werden. Sie lebt wahrscheinlich vor allem in Bäumen und Sträuchern und wurde sowohl bei Tag als auch in der Nacht beobachtet. Über ihre Ernährung ist kaum etwas bekannt. Ein Exemplar wurde gesehen während es eine Geißelspinne der Gattung Phrynus im Maul transportierte. Die Tiere haben wahrscheinlich zwei Fortpflanzungsperioden, eine von Januar bis März und die zweite im Juni und Juli.

## Status
Die Weißbauch-Schlankbeutelratte gilt als ungefährdet. Sie hat ein großes Verbreitungsgebiet, ist häufig und kommt in mehreren Schutzgebieten vor.

## Belege
1. 1 2 3 4  Diego Astúa: Family Didelphidae (Opossums). in Don E. Wilson, Russell A. Mittermeier: Handbook of the Mammals of the World – Volume 5. Monotremes and Marsupials. Lynx Editions, 2015, ISBN 978-84-96553-99-6. Seite 184–185.
2. ↑  Marmosops noctivagus in der Roten Liste gefährdeter Arten der IUCN 2016. Eingestellt von: Solari, S., Tarifa, T., Astua de Moraes, D. & Cáceres, N., 2015. Abgerufen am 3. Februar 2019.